# Chivu Stoica
Chivu Stoica (Smeeni, 8 de agosto de 1908 — Bucareste, 18 de fevereiro de 1975) foi um importante político comunista romeno, que serviu como 48º primeiro-ministro da Romênia.

## Juventude

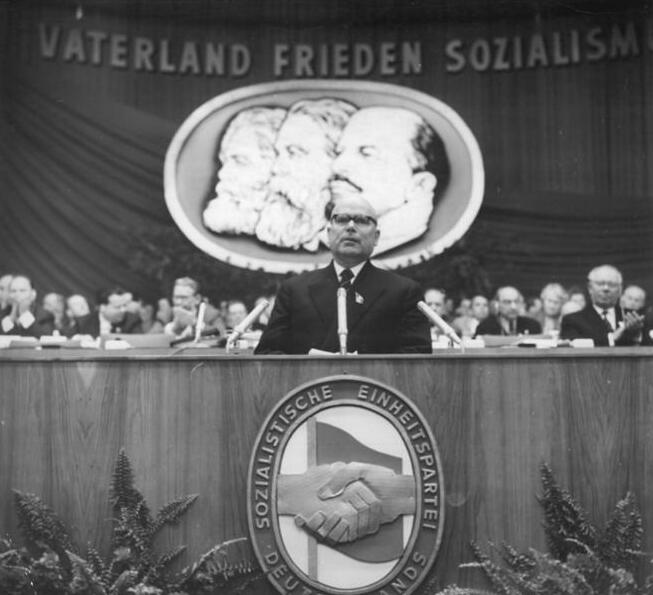
Stoica discursando em Berlim, 18 de janeiro de 1963

Stoica nasceu em Smeeni, Condado de Buzău, o sexto filho de um lavrador. Aos 12 anos, ele saiu de casa e começou a trabalhar como aprendiz na Căile Ferate Române, a empresa ferroviária estatal. Em 1921 mudou-se para Bucareste, onde trabalhou como caldeireiro nas empresas Vulcan, Lemaître e Malaxa. Lá ele conheceu Gheorghe Vasilichi, que o recrutou para o Partido Comunista (PCR).

## Carreira
Na primavera de 1931, Stoica começou a trabalhar para a Grivița Railway Yards, onde conheceu Gheorghe Gheorghiu-Dej, Vasile Luca e Constantin Doncea; juntos, eles começaram a organizar uma greve. Em 20 de agosto de 1934, ele foi condenado a 15 anos de prisão por seu papel na Greve de Grivița de 1933. Na prisão de Târgu Jiu, ele era próximo a Gheorghiu-Dej, que pode ter desejado que Stoica fosse seu sucessor como secretário-geral.
Ele foi membro do Comitê Central do Partido dos Trabalhadores Romeno de 1945 a 1975 e membro do Politburo. Ele foi primeiro-ministro da Romênia entre 1955 e 1961 e como presidente do Conselho de Estado da Romênia (chefe de estado de fato) de 1965 a 1967.
Em seus últimos anos, Stoica caiu em desgraça com Nicolae Ceaușescu e sua esposa Elena.

## Morte
Sua morte, por uma bala de rifle de caça Holland & Holland na cabeça, foi considerada suicídio. 